# Monasterio de los Ángeles
El Monasterio de los Ángeles es el convento de clausura de una orden religiosa católica para mujeres en Karachi, Pakistán. La comunidad se compone de nueve hermanas dominicas. Ellas dedican su vida a la oración constante con una de ellos siempre presente en la capilla. Ellas reciben muchas cartas, llamadas telefónicas, faxes y correos electrónicos con peticiones de oración.
La madre superiora del monasterio (Madre María Martín a partir de 2008) y su ayudante lee los periódicos para conocer la situación en el mundo. Luego las otras hermanas hablan acerca de las cosas importantes que suceden fuera de los claustros.
Las hermanas están separadas del mundo exterior por una rejilla. Esto les aparta de las personas que las visitan, desde el sacerdote que celebra la Misa por ellos, e incluso de los familiares que vienen a visitarlas en ciertos días.